# 6.ª etapa do Tour de France de 2022
A 6.ª etapa do Tour de France de 2022 teve lugar a 7 de julho de 2022 entre Binche em Bélgica e Longwy na França sobre um percurso de 219,9 km. O vencedor foi o esloveno Tadej Pogačar do UAE Emirates, convertendo a sua vez no novo líder da corrida.

## Classificação da etapa
| Binche - Longwy | etapa escarpada | (219,9 km) |

| \| Classificação por etapas \| Classificação por etapas \| Classificação por etapas \| Classificação por etapas \| Classificação por etapas \| \| Ciclista \| Ciclista \| Equipe \| Tempo \| \| \| ------------------------ \| ------------------------ \| ------------------------ \| ------------------------ \| ------------------------ \| \| 1. \| Tadej Pogačar \| UAE Team Emirates \| 4h27m13s \| \| \| 2. \| Michael Matthews \| BikeExchange-Jayco \| + 0s \| \| \| 3. \| David Gaudu \| Groupama-FDJ \| + 0s \| \| \| 4. \| Thomas Pidcock \| Ineos Grenadiers \| + 0s \| \| \| 5. \| Nairo Quintana \| Arkéa-Samsic \| + 0s \| \| \| 6. \| Dylan Teuns \| Bahrain Victorious \| + 0s \| \| \| 7. \| Jonas Vingegaard \| Jumbo-Visma \| + 0s \| \| \| 8. \| Daniel Felipe Martínez \| Ineos Grenadiers \| + 0s \| \| \| 9. \| Primož Roglič \| Jumbo-Visma \| + 0s \| \| \| 10. \| Romain Bardet \| Team DSM \| + 0s \| \| |                        |                    |          |
| |                        |                    |          |
| Fonte: ProCyclingStats |                        |                    |          |
| Classificação por etapas |                        |                    |          |
| Ciclista | Ciclista               | Equipe             | Tempo    |
| 1. | Tadej Pogačar          | UAE Team Emirates  | 4h27m13s |
| 2. | Michael Matthews       | BikeExchange-Jayco | + 0s     |
| 3. | David Gaudu            | Groupama-FDJ       | + 0s     |
| 4. | Thomas Pidcock         | Ineos Grenadiers   | + 0s     |
| 5. | Nairo Quintana         | Arkéa-Samsic       | + 0s     |
| 6. | Dylan Teuns            | Bahrain Victorious | + 0s     |
| 7. | Jonas Vingegaard       | Jumbo-Visma        | + 0s     |
| 8. | Daniel Felipe Martínez | Ineos Grenadiers   | + 0s     |
| 9. | Primož Roglič          | Jumbo-Visma        | + 0s     |
| 10. | Romain Bardet          | Team DSM           | + 0s     |

## Classificações ao final da etapa

### Classificação geral(Maillot Jaune)
| \| Classificação geral \| Classificação geral \| Classificação geral \| Classificação geral \| Classificação geral \| \| Ciclista \| Ciclista \| Equipe \| Tempo \| \| \| ------------------- \| ---------------------- \| --------------------- \| ------------------- \| ------------------- \| \| 1. \| Tadej Pogačar \| UAE Team Emirates \| 20h44m44s \| \| \| 2. \| Neilson Powless \| EF Education-EasyPost \| + 4s \| \| \| 3. \| Jonas Vingegaard \| Jumbo-Visma \| + 31s \| \| \| 4. \| Adam Yates \| Ineos Grenadiers \| + 39s \| \| \| 5. \| Thomas Pidcock \| Ineos Grenadiers \| + 40s \| \| \| 6. \| Geraint Thomas \| Ineos Grenadiers \| + 46s \| \| \| 7. \| Aleksandr Vlasov \| Bora-Hansgrohe \| + 52s \| \| \| 8. \| Daniel Felipe Martínez \| Ineos Grenadiers \| + 1m00s \| \| \| 9. \| Romain Bardet \| Team DSM \| + 1m01s \| \| \| 10. \| David Gaudu \| Groupama-FDJ \| + 1m02s \| \| |                        |                       |           |
| |                        |                       |           |
| Fonte: ProCyclingStats |                        |                       |           |
| Classificação geral |                        |                       |           |
| Ciclista | Ciclista               | Equipe                | Tempo     |
| 1. | Tadej Pogačar          | UAE Team Emirates     | 20h44m44s |
| 2. | Neilson Powless        | EF Education-EasyPost | + 4s      |
| 3. | Jonas Vingegaard       | Jumbo-Visma           | + 31s     |
| 4. | Adam Yates             | Ineos Grenadiers      | + 39s     |
| 5. | Thomas Pidcock         | Ineos Grenadiers      | + 40s     |
| 6. | Geraint Thomas         | Ineos Grenadiers      | + 46s     |
| 7. | Aleksandr Vlasov       | Bora-Hansgrohe        | + 52s     |
| 8. | Daniel Felipe Martínez | Ineos Grenadiers      | + 1m00s   |
| 9. | Romain Bardet          | Team DSM              | + 1m01s   |
| 10. | David Gaudu            | Groupama-FDJ          | + 1m02s   |

### Classificação por pontos(Maillot Vert)
| Classificação por pontos | Classificação por pontos | Classificação por pontos           | Classificação por pontos | Classificação por pontos |
| Ciclista                 | Ciclista                 | Equipe                             | Pontos                   |                          |
| ------------------------ | ------------------------ | ---------------------------------- | ------------------------ | ------------------------ |
| 1.                       | Wout van Aert            | Jumbo-Visma                        | 198 pts                  |                          |
| 2.                       | Fabio Jakobsen           | Quick-Step Alpha Vinyl             | 137 pts                  |                          |
| 3.                       | Jasper Philipsen         | Alpecin-Deceuninck                 | 89 pts                   |                          |
| 4.                       | Magnus Cort              | EF Education-EasyPost              | 86 pts                   |                          |
| 5.                       | Peter Sagan              | TotalEnergies                      | 86 pts                   |                          |
| 6.                       | Christophe Laporte       | Jumbo-Visma                        | 83 pts                   |                          |
| 7.                       | Tadej Pogačar            | UAE Team Emirates                  | 78 pts                   |                          |
| 8.                       | Simon Clarke             | Israel-Premier Tech                | 67 pts                   |                          |
| 9.                       | Dylan Groenewegen        | BikeExchange-Jayco                 | 60 pts                   |                          |
| 10.                      | Taco van der Hoorn       | Intermarché-Wanty-Gobert Matériaux | 50 pts                   |                          |

### Classificação da montanha(Maillot à Pois Rouges)
| Classificação da montanha | Classificação da montanha | Classificação da montanha | Classificação da montanha | Classificação da montanha |
| Ciclista                  | Ciclista                  | Equipe                    | Pontos                    |                           |
| ------------------------- | ------------------------- | ------------------------- | ------------------------- | ------------------------- |
| 1.                        | Magnus Cort               | EF Education-EasyPost     | 11 pts                    |                           |
| 2.                        | Alexis Vuillermoz         | TotalEnergies             | 2 pts                     |                           |
| 3.                        | Wout van Aert             | Jumbo-Visma               | 2 pts                     |                           |
| 4.                        | Quinn Simmons             | Trek-Segafredo            | 1 pt                      |                           |
| 5.                        | David Gaudu               | Groupama-FDJ              | 1 pt                      |                           |
| 6.                        | Jakob Fuglsang            | Israel-Premier Tech       | 1 pt                      |                           |
| 7.                        | George Bennett            | UAE Team Emirates         | -1 pt                     |                           |
| 8.                        | Mathieu Burgaudeau        | TotalEnergies             | -1 pt                     |                           |

### Classificação do melhor jovem(Maillot Blanc)
| Classificação dos jovens | Classificação dos jovens | Classificação dos jovens | Classificação dos jovens | Classificação dos jovens |
| Ciclista                 | Ciclista                 | Equipe                   | Tempo                    |                          |
| ------------------------ | ------------------------ | ------------------------ | ------------------------ | ------------------------ |
| 1.                       | Tadej Pogačar            | UAE Team Emirates        | 20h44m44s                |                          |
| 2.                       | Thomas Pidcock           | Ineos Grenadiers         | + 40s                    |                          |
| 3.                       | Jasper Philipsen         | Alpecin-Deceuninck       | + 1m58s                  |                          |
| 4.                       | Brandon McNulty          | UAE Team Emirates        | + 2m59s                  |                          |
| 5.                       | Andreas Leknessund       | Team DSM                 | + 4m24s                  |                          |
| 6.                       | Matteo Jorgenson         | Movistar Team            | + 7m42s                  |                          |
| 7.                       | Florian Vermeersch       | Lotto-Soudal             | + 10m06s                 |                          |
| 8.                       | Luca Mozzato             | B&B Hotels-KTM           | + 10m18s                 |                          |
| 9.                       | Fred Wright              | Bahrain Victorious       | + 11m06s                 |                          |
| 10.                      | Kevin Geniets            | Groupama-FDJ             | + 12m43s                 |                          |

### Classificação por equipas(Classement par Équipe)
| Classificação por equipes | Classificação por equipes | Classificação por equipes | Classificação por equipes |
| Equipe                    | Equipe                    | Tempo                     |                           |
| ------------------------- | ------------------------- | ------------------------- | ------------------------- |
| 1.                        | Ineos Grenadiers          | 62h15m57s                 |                           |
| 2.                        | Jumbo-Visma               | + 1m01s                   |                           |
| 3.                        | Bora-Hansgrohe            | + 2m21s                   |                           |
| 4.                        | EF Education-EasyPost     | + 2m59s                   |                           |
| 5.                        | Trek-Segafredo            | + 3m05s                   |                           |
| 6.                        | Bahrain Victorious        | + 3m23s                   |                           |
| 7.                        | Team DSM                  | + 3m54s                   |                           |
| 8.                        | UAE Team Emirates         | + 5m07s                   |                           |
| 9.                        | Arkéa-Samsic              | + 5m12s                   |                           |
| 10.                       | Groupama-FDJ              | + 5m50s                   |                           |

## Abandonos
Daniel Oss, como consequência das lesões sofridas numa queda do dia anterior, não tomou a saída. Por sua vez, Alex Kirsch não completou a etapa depois de levar vários dias doente.